# Episodi di Atypical (prima stagione)
La prima stagione della serie televisiva Atypical, composta da 8 episodi, è stata interamente pubblicata sul servizio di video on demand Netflix l'11 agosto 2017 in tutti i territori in cui il servizio è disponibile.

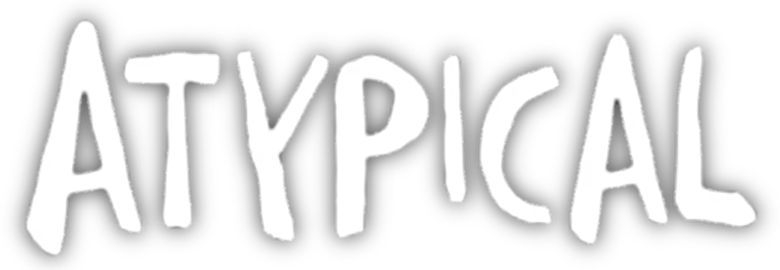

| nº | Titolo originale                 | Titolo italiano                        | Pubblicazione USA | Pubblicazione Italia |
| -- | -------------------------------- | -------------------------------------- | ----------------- | -------------------- |
| 1  | Antartica                        | Antartide                              | 11 agosto 2017    | 11 agosto 2017       |
| 2  | A Human Female                   | Una femmina di umano                   | 11 agosto 2017    | 11 agosto 2017       |
| 3  | Julia Says                       | Julia dice che...                      | 11 agosto 2017    | 11 agosto 2017       |
| 4  | A Nice Neutral Smell             | Un odore buono e neutro                | 11 agosto 2017    | 11 agosto 2017       |
| 5  | That's My Sweatshirt             | Quella è la mia felpa                  | 11 agosto 2017    | 11 agosto 2017       |
| 6  | The D-Train to Bone Town         | Il direttissimo per la Città del sesso | 11 agosto 2017    | 11 agosto 2017       |
| 7  | I Lost My Poor Meatball          | La mia povera polpetta                 | 11 agosto 2017    | 11 agosto 2017       |
| 8  | The Silencing Properties of Snow | La neve assorbe i suoni                | 11 agosto 2017    | 11 agosto 2017       |

## Antartide
- Titolo originale: Antartica
- Diretto da: Seth Gordon
- Scritto da: Robia Rashid

### Trama
Sam Gardner è un ragazzino di 18 anni con la Sindrome di Asperger. Cresciuto in una famiglia tipica americana, ha una sorella, Casey, che lo protegge sempre dai pericoli esterni. Sam, sotto consiglio dalla sua terapeuta, inizia la ricerca per una ragazza con cui fidanzarsi e fare le prime esperienze. La madre di Sam, Elsa, è contraria, perché pensa che ciò esporrebbe troppo Sam ai pericoli del mondo esterno. Intanto Casey assiste ad un episodio di bullismo a scuola e, rifiutandosi di stare solo a guardare, tira un pugno sul naso della bulla. La ragazzina bullizzata porta una torta di ringraziamento con il fratello Evan a casa Gardner. Evan prova interesse per Casey che, inizialmente scettica, si lascia andare ed inizia ad uscire con Evan. Sam, con l'obiettivo di trovare una ragazza, si iscrive ad un sito di incontri on-line. Lavora alla TechTropolis, un negozio di elettronica, insieme al suo amico Zahid. Durante il suo orario di lavoro incontra una ragazza, alla quale chiede di uscire, ricevendo una risposta affermativa da lei. I due escono, e mangiano al parcheggio della TechTropolis, perché Sam voleva stare in un posto familiare. La ragazza invita Sam a casa sua per fare sesso, ma lui, appena riceve del contatto fisico, la spinge via e se ne torna a casa in lacrime. Viene successivamente consolato da Evan e Casey. Elsa, la madre di Sam, durante un aperitivo succedente un corso di ballo, incontra Nick, il barista del locale. I due restano a parlare fino a tarda notte.

## Una femmina di umano
- Titolo originale: A Human Female
- Diretto da: Michael Patrick Jann
- Scritto da: Michael Oppenhuizen

### Trama
Sam, parlando con Julia, si accorge di amarla. Così cerca di apparire bello durante le sedute di terapia, e fa delle domande per conoscerla meglio, finché non scopre che ha un ragazzo. Seguendo i consigli del padre, che si è sposato con la mamma nonostante durante i primi periodi lei stesse con un altro, Sam non demorde, prende appunti, e decide di portare delle fragole cosparse di cioccolato a casa di Julia. Il padre, non sapendo chi fosse la cotta di Sam, scopre che è la terapeuta, e forza Sam, entrato dalla finestra, ad uscire di corsa dalla casa. Per la fretta, gli cade una fragola sotto al divano.
 Casey è una delle podiste più promettenti del college. Per andare in trasferta, la squadra dell'istituto ha bisogno di un autobus fornito dal preside. La bulla alla quale aveva tirato un pugno Casey è la figlia del preside dell'istituto. Casey deve chiedere scusa a lei per avere la disponibilità dell'autobus, e così fa. Parlando con le sue compagne di squadra, le arriva voce che Evan è stato cacciato dalla scuola, non si sa però per quale motivo. Una sera, Evan va a casa di Casey, e lei gli chiede il motivo dell'espulsione. Evan, titubante, le racconta che aveva rubato degli strumenti musicali dall'istituto, per poi venderli. Casey, pensando fosse qualcosa di più serio, si mette a ridere, e i due si baciano.
 La notte precedente, Elsa aveva lasciato la carta di credito al bar. Per farsela ridare deve per forza andare lei di persona a ritirarla, e così fa. Arrivata al bar, non trova Nick, così chiede al barista di turno dove sia. Appena vede Nick, Elsa si gira di scatto con l'intenzione di uscire dal bar, ma viene colpita da una freccetta, così Nick la porta nel retro per disinfettare la ferita. Tornata a casa, Elsa fa l'amore con Doug, suo marito, e mentre lui dorme, riceve un messaggio da parte di Nick: "Sei sveglia?".

## Julia dice che...
- Titolo originale: Julia Says
- Diretto da: Michael Patrick Jann
- Scritto da: Brian Tanen

### Trama
Sam, sotto suggerimento di Julia, la sua terapista, va al centro commerciale insieme ad Elsa a comprare dei vestiti, in modo da esprimere il suo stile.
 Evan va a casa di Casey per fare i compiti, e appena finiti, guardano le foto nell'album fotografico della maratona per l'autismo della famiglia Gardner. Evan si accorge che nella foto del 2004 non c'è Doug, il padre di Casey, e lei non sa dare spiegazioni. Entra il padre di ritorno dal lavoro, così Casey prova a chiedere a lui, il quale le dice che non era potuto andare per "delle cose lavorative". Evan, con esperienza in fatto di padri, madri e zii bugiardi, dice a Casey che secondo lui Doug ha inventato una bufala sul momento, così lei prova a chiedere a Sam. Lui le dice che quell'anno Doug aveva abbandonato la famiglia per otto mesi. La giornata successiva, Evan e Casey saltano scuola, e Doug, al lavoro, viene chiamato dal preside. A bordo dell'ambulanza (Doug lavora come paramedico) raggiungono Evan e Casey, la quale si infuria con il padre. Lui le dà delle spiegazioni e delle scuse, ed infine i due si riappacificano.
 Elsa, dopo esser stata al centro commerciale, va al raduno di genitori con figli autistici, dove esprime le sue perplessità sul fatto di non sapere più chi essere. Dopo il raduno, esce per un appuntamento con Nick, e i due fanno l'amore a casa del barista.

## Un odore buono e neutro
- Titolo originale: A Nice Neutral Smell
- Diretto da: Seth Gordon
- Scritto da: Annabel Oakes, Jen Regan

### Trama
La mattina del risveglio, Elsa si sente profondamente in colpa per ciò che ha fatto. La mattina seguente, Casey partecipa ad una gara di podistica con la scuola. A vederla sono presenti Doug, Elsa e Sam. Poco dopo l'inizio della gara, Elsa fa cadere il telefono in una grata dopo l'arrivo di un messaggio di Nick; Sam cade, tagliandosi il braccio, ed obbliga Doug a portarlo via e medicarlo. Casey batte il record della scuola, e girandosi verso i genitori, si accorge che non sono presenti. Si accorge di essere sempre in secondo piano rispetto a Sam. Paige, una ragazza del corso di biologia di Sam, gli chiede se potessero studiare insieme, e lui, sotto consiglio di Zahid, accetta. Nel frattempo Doug incontra per sbaglio Julia, la terapista di Sam, e il loro rapporto si rafforza. Sam non sa se le piace Paige; così stila una lista di pro e contro riguardanti la ragazza. Casey riceve una buona notizia: il college più facoltoso della regione l'ha vista correre, e la vuole da loro. Nonostante la proposta, Casey è molto titubante sul da farsi. La sera si svolge una cena a casa Gardner, con Doug, Elsa, Sam, Casey, Evan, Paige e Zahid. Paige, curiosa, vuole sapere cosa scrive Sam sul suo quaderno, così lo prende di nascosto e va in bagno. La pagina dei pro e contro è strappata, ma lei, furbamente, ricalca la pagina sottostante, e riesce ad avere una copia della lista. Sam si accorge che ci sono più pro che contro, così si dichiara a Paige. Elsa è contraria alla partenza di Casey per la Clayton Prep, ma Doug assicura alla figlia che i due ne parleranno meglio in serata.

## Quella è la mia felpa
- Titolo originale: That's My Sweatshirt
- Diretto da: Michael Patrick Jann
- Scritto da: Jen Regan, Dennis Saavedra Saldua

## Il direttissimo per la Città del sesso
- Titolo originale: The D-Train to Bone Town
- Diretto da: Michael Patrick Jann
- Scritto da: Jen Regan

## La mia povera polpetta
- Titolo originale: I Lost My Poor Meatball
- Diretto da: Joe Kessler
- Scritto da: Jen Regan

### Trama
Sam non riesce a capire se è davvero innamorato di Paige. Casey viene ammessa alla Clayton. 

## La neve assorbe i suoni
- Titolo originale: The Silencing Properties of Snow
- Diretto da: Michael Patrick Jann
- Scritto da: Jen Regand